# Chasing Amy
Chasing Amy is een Amerikaanse romantische komedie uit 1997 geregisseerd en geschreven door Kevin Smith. Hoofdrolspeelster Joey Lauren Adams  werd hiervoor genomineerd voor onder meer een Golden Globe. De film won acht andere prijzen daadwerkelijk, waaronder Independent Spirit Awards voor zowel het script van Smith als de bijrol van Jason Lee.
Chasing Amy is de derde film van Smith waarin de personages Jay en Silent Bob te zien zijn, na Clerks en Mallrats.

## Verhaal
Holden McNeill en Banky Edwards zijn beste vrienden en maken samen de stripreeks Bluntman and Chronic, gebaseerd op hun kennissen Jay en Silent Bob. Holden wordt tijdens een conventie verliefd op collega Alyssa Jones en zijn fixatie op haar lijkt niet goed te zijn voor de vriendschap tussen de twee. Hij denkt dat zij ook gevoelens voor hem heeft, tot hem pijnlijk duidelijk wordt dat Alyssa op vrouwen valt. Holden besluit dan maar vrienden met haar te worden, maar kan zijn verliefdheid op zeker moment niet meer voor zich houden. Alyssa houdt even af, maar laat zich dan toch vermurwen en gaat een relatie met hem aan.
Holden is dolgelukkig met zijn nieuwe liefde en voelt zich extra het mannetje omdat hij denkt Alyssa's eerste man te zijn. Banky wroet in haar verleden en komt erachter dat dit bepaald niet zo is. Wanneer hij dit aan Holden vertelt, komen de drie stuk voor stuk op gespannen voet met elkaar te staan.

## Titelverklaring
Het personage Silent Bob vertelt in het verhaal een anekdote aan Holden over een oude liefde uit zijn verleden. Hij was verliefd op een meisje genaamd Amy, maar verpeste zijn relatie met haar doordat hij niet om kon gaan met ervaringen die zij opdeed voor ze hem leerde kennen. Achteraf realiseerde hij zich dat hij degene was die iets moois had weggegooid omwille van redenen die dat niet waard waren, waardoor hij sindsdien 'elke dag spreekwoordelijk achter Amy aanjaagt' (originele tekst: "... spent every day since then chasing Amy, so to speak").

## Rolverdeling
| Acteur            | Personage     |
| ----------------- | ------------- |
| Ben Affleck       | Holden McNeil |
| Jason Lee         | Banky Edwards |
| Joey Lauren Adams | Alyssa Jones  |
| Brian O'Halloran  | Jim Hicks     |
| Matt Damon        | Shawn Oran    |
| Jason Mewes       | Jay           |
| Kevin Smith       | Silent Bob    |

## Prijzen/nominaties
- 1998 Golden Globes
Genomineerd: Best Performance by an Actress in a Motion Picture (Joey Lauren Adams)
- 1998 MTV Movie Awards
Genomineerd: Best Breakthrough Performance (Joey Lauren Adams)
Genomineerd: Best Kiss (Joey Lauren Adams en Carmen Llywelyn)